# Rhingia rostrata
Rhingia rostrata là một loài ruồi trong họ Ruồi giả ong (Syrphidae). Loài này được Linnaeus mô tả khoa học đầu tiên năm 1758. Rhingia rostrata phân bố ở vùng Cổ Bắc giới